# Wójtowice (Dolnoslezské vojvodství)
Wójtowice (německy Voigtsdorf) je vesnice na jihu polské části Slezska v okrese Kladsko na území Dolnoslezského vojvodství. Nachází se přibližně 7 km na západ od města Bystrzyca Kłodzka. Administrativně patří ke gmině Bystrzyca Kłodzka.